# Giuseppe Zeno
Giuseppe Zeno (Napoli, 8 maggio 1976) è un attore italiano.

## Biografia
Nato a Napoli, cresce tra Ercolano e Vibo Marina, si diploma presso l'Istituto Tecnico Nautico di Pizzo Calabro. Frequenta l'Accademia d'arte drammatica della Calabria e, successivamente, l'Accademia d'arte drammatica di Varsavia.
Dopo qualche piccolo ruolo in televisione e nel cinema, nel 1997 esordisce in teatro con Le troiane di Euripide. Tra il 1998 e il 2000 prende parte a delle tournée teatrali in Argentina e altri paesi del Sud America. Tornato in Italia, continua ad alternare al lavoro teatrale quello cinematografico e televisivo.
Il suo primo ruolo televisivo importante è quello di Alberto Fusaro in Incantesimo 5 e 6. Tra il 2004 e il 2005 fa parte del cast della soap opera Un posto al sole, nel ruolo del pugile Armando. Nel 2005 interpreta Tony Amitrano in Gente di mare.
Nel 2006 lavora alla miniserie TV di Canale 5 L'onore e il rispetto di Salvatore Samperi, in cui è protagonista nel ruolo di Santi Fortebracci.
Ancora nel 2006 appare su Rai 1 nel ruolo di Salvatore nella miniserie Assunta Spina, regia di Riccardo Milani, e gira altre tre miniserie: Graffio di tigre, diretta da Alfredo Peyretti, in cui interpreta il ruolo di Kim, Giuseppe Moscati - L'amore che guarisce, regia di Giacomo Campiotti, entrambe in onda nel 2007 su Rai 1, e Artemisia Sanchez (2008), regia di Ambrogio Lo Giudice.
Nel 2011 torna su Rai 1 nei panni del perfido Giuliano Sallustio nella serie Rossella. Sempre nel 2011 fa parte del cast della terza stagione di Squadra antimafia - Palermo oggi, nel ruolo del fidanzato di Rosy Abate.
Nel 2013 è Francesco Russo 'O Malese nella serie TV Il clan dei camorristi, liberamente ispirata alle vicende criminali di Francesco Schiavone detto Sandokan. Nel 2014 è uno dei protagonisti della serie TV Le mani dentro la città.
Tra il 2015 e il 2017 è uno dei protagonisti della serie TV Il paradiso delle signore, in cui interpreta Pietro Mori. Nel 2016 interpreta Michele Ruben nella miniserie Baciato dal sole. Nello stesso anno prende parte alla serie TV Purché finisca bene nel film TV Piccoli segreti, grandi bugie, nel ruolo di Luca Visconti, proprietario di un albergo abruzzese. Nel 2017 è uno dei protagonisti di Scomparsa, nel ruolo del vicequestore Giovanni Nemi.
Nel 2018 ricopre un ruolo importante nella terza stagione della serie Tutto può succedere, dove interpreta Francesco, tormentato fotografo dal passato doloroso, che diventa prima datore di lavoro e poi amante di una dei protagonisti della serie, Sara Ferraro. Nello stesso anno invece è impegnato nelle riprese della miniserie TV Mentre ero via, con Vittoria Puccini, dove interpreta Stefano De Angelis, fratello di Marco che aiuta la protagonista a riprendere la memoria.
Nel 2019 prende parte ad un episodio di Imma Tataranni - Sostituto procuratore, nel 2020 ritorna a fianco di Vanessa Incontrada nella miniserie Come una madre, nel ruolo di Kim, e nel 2021 è protagonista, insieme a Serena Rossi, della fiction liberamente tratta dai romanzi di Maurizio De Giovanni Mina Settembre, dove lui interpreta Domenico Gambardella, un ginecologo in una struttura dove lavora la protagonista. Sempre nel 2021 è uno dei protagonisti nelle due fiction di Canale 5 con Anna Valle Luce dei tuoi occhi, nel ruolo dell'insegnante di matematica e fisica Enrico Leoni, e con Simona Cavallari in Storia di una famiglia perbene, nel ruolo di Antonio De Santis, pescatore padre di una ragazza che si innamora del figlio di un boss della Sacra corona unita. Nello stesso periodo va in onda con una nuova fiction su Rai 1, Blanca, al fianco di Maria Chiara Giannetta. Nel 2022 è al cinema con il film di Francesco Cinquemani Muti - The Ritual Killer, e nel 2023 è diretto da Luca Lucini nel Le mie ragazze di carta.

## Vita privata
Dal 2015 è legato sentimentalmente all'attrice Margareth Madè, con la quale si è sposato il 20 agosto 2016 in Ortigia a Siracusa. La coppia ha due figlie, Angelica e Beatrice, nate nel 2017 e nel 2020. Nel 2021 i due lavorano insieme nel primo episodio della serie Blanca.

## Filmografia

### Cinema
- Liberarsi - Figli di una rivoluzione minore, regia di Salvatore Romano (2007)
- Il sesso aggiunto, regia Francesco Antonio Castaldo (2011)
- La tenerezza, regia di Gianni Amelio (2017)
- Muti - The Ritual Killer, regia di Francesco Cinquemani (2023)
- Mafia Mamma, regia di Catherine Hardwicke (2023)
- Le mie ragazze di carta, regia di Luca Lucini (2023)

### Televisione
- Piccoli angeli – serie TV (1994)
- La voce del sangue, regia di Alessandro Di Robilant – miniserie TV (1999)
- I Soprano (The Sopranos) – serie TV, episodio 2x04 (2000)
- La voce del sangue, regia di Alessandro Di Robilant – miniserie TV (2001)
- Incantesimo – soap opera (2002-2003)
- Carabinieri – serie TV (2003)
- Un posto al sole – soap opera (2004-2005)
- Gente di mare – serie TV (2005-2007)
- L'onore e il rispetto – serie TV (2006-2009)
- Assunta Spina, regia di Riccardo Milani – miniserie TV (2006)
- Graffio di tigre, regia di Alfredo Peyretti – miniserie TV (2007)
- Giuseppe Moscati - L'amore che guarisce, regia di Giacomo Campiotti – miniserie TV (2007)
- Fuga con Marlene, regia di Alfredo Peyretti – film TV (2007)
- Artemisia Sanchez, regia di Ambrogio Lo Giudice – miniserie TV (2008)
- La fabbrica dei tedeschi, regia di Mimmo Calopresti – film TV (2008)
- Pane e libertà, regia di Alberto Negrin – miniserie TV (2009)
- Gli ultimi del paradiso, regia di Luciano Manuzzi – miniserie TV (2010)
- Rossella – serie TV (2011)
- Squadra antimafia - Palermo oggi – serie TV, 8 episodi (2011)
- Il clan dei camorristi, regia di Alessandro Angelini ed Alexis Sweet – miniserie TV (2013)
- Le mani dentro la città – serie TV (2014)
- Il paradiso delle signore – soap opera (2015-2017)
- Baciato dal sole, regia di Antonello Grimaldi – miniserie TV (2016)
- Piccoli segreti, grandi bugie, regia di Fabrizio Costa – film TV (2016)
- La sonata del silencio – serie TV (2016)
- Scomparsa – serie TV (2017)
- Tutto può succedere – serie TV (2018)
- Mentre ero via, regia di Michele Soavi – miniserie TV (2019)
- Imma Tataranni - Sostituto procuratore – serie TV, episodio 1x05 (2019)
- Come una madre, regia di Andrea Porporati – miniserie TV (2020)
- Mina Settembre – serie TV (2021-in corso)
- Storia di una famiglia perbene – serie TV, 6 episodi (2021-2024)
- Luce dei tuoi occhi – serie TV (2021-2023)
- Blanca – serie TV (2021-in corso)
- Tutto per mio figlio, regia di Umberto Marino – film TV (2022)
- La vita che volevi – serie TV (2024)
- Giovannino Guareschi - Non muoio neanche se mi ammazzano, regia di Andrea Porporati – film TV (2025)

### Cortometraggi
- Il cappotto nuovo, regia di Cosimo Mamone (1996)
- Detenuto senza colpa, regia di Andrea Costantini (2015)
- Doppia luce, regia di Laszlo Barbo (2015)

## Teatro
- Le troiane, regia di Paolo Giuranna (1997)
- Non tutti i ladri vengono per nuocere di Dario Fo, regia di Margareta Pesendorfer (1998)
- Gli imbianchini non hanno ricordi di Dario Fo, regia di Margareta Pesendorfer (1998)
- La frontiera, regia di Franco Però (1999)
- Babilonia, regia di Alejandra Manini (2000)
- Orestea, regia di Franco Però (2001)
- Sogno di una notte di mezza estate, regia di Roberto S. Marcucci (2001)
- Medea, regia di Sebastiano Lo Monaco (2002)
- Uno sguardo dal ponte, regia di Giuseppe Patroni Griffi (2003-2005)
- La lingua pugnalata, regia di Giorgio Albertazzi (2004)
- Il vento, regia di Ennio Coltorti (2006)
- Bang! ...ancora un giallo a Fumetti!?!, regia di Lorenzo De Feo (2011)
- Il compleanno di Baudelaire di Luca Cedrola, regia di Bruno Garofalo (2013)
- La signora delle mele di Riccardo Manao, regia di Bruno Garofalo (2014)
- Io Raffaele Viviani di Achille Millo, regia di Antonio Ferrante (2015)
- La lupa di Giovanni Verga, regia di Guglielmo Ferro (2015-2016)
- Il funambolo di Jean Genet, regia di Daniele Salvo, Napoli Teatro Festival (2016)
- Il sorpasso, regia di Guglielmo Ferro (2016-2017)
- Non si uccidono così anche i cavalli?, regia di Giancarlo Fares (2018-2019)
- Ghost Writer, regia di Stefano Reali (2019)
- I soliti ignoti, regia di Vinicio Marchioni (2019-2020, 2022)
- Travolti da un insolito destino nell’azzurro mare di agosto, regia di  Marcello Cotugno (2023)

## Doppiaggio
- Lampadino e Caramella nel MagiRegno degli Zampa (2020-2022) - Voce del Narratore

## Riconoscimenti
- Tropea Film Festival - Premio Raf Vallone 2007
- Festival del Cinema di Salerno 2007 - Premio per l'interpretazione in Giuseppe Moscati - L'amore che guarisce
- Premio Charlot come Miglior Attore per la Fiction 2008
- Premio Pericle d'oro - Per la Fiction 2009